# Celmo Celeno Porto
Celmo Celeno Porto (Araguari, 16 de março de 1934) é um médico cardiologista brasileiro, professor do curso de Medicina da Universidade Federal de Goiás e do Programa de Pós-Graduação em Ciências da Saúde. 
Escreveu vários livros na área de cardiologia e semiologia. É doutor em clínica médica pela Universidade Federal de Minas Gerais, com a tese intitulada O Eletrocardiograma no Prognóstico da Doença de Chagas.
É filho do também médico e político Calil Porto, que foi o primeiro prefeito de cidade mineira de Abadia dos Dourados, situada na divisa de Minas Gerais com o sul goiano.
Ex-presidente da Regional de Goiás da Sociedade Brasileira de Clínica Médica. É um dos sócios-fundadores da Sociedade Goiana de Cardiologia, sendo também seu presidente de 1981 a 1983. Também foi fundador e presidente da Academia Goiana de Medicina da qual foi o primeiro presidente. Recebeu o título de professor emérito da Faculdade de Medicina da Universidade Federal de Goiás. É membro Honorario da Academia Nacional de Medicina.

## Formação
- Graduado em Medicina pela Universidade Federal de Minas Gerais em 1958
- Especialista em cardiologia pela Sociedade Brasileira de Cardiologia
- Especialista em clínica médica pela Sociedade Brasileira de Clínica Médica
- Doutor em clínica médica pela Faculdade de Medicina da Universidade Federal de Minas Gerais em 1963, com a tese O Eletrocardiograma no Prognóstico da Doença de Chagas (Arq. Bras. Cardiol.. 17:313, 1964)

## Livros
- PORTO, Celmo Celeno. Exame Clínico - Bases para a Prática Médica. 8ª ed. Rio de Janeiro: Guanabara-Koogan, 2017. 544 páginas. [5]
- PORTO, Celmo Celeno; PORTO, Arnaldo Lemos. Semiologia Médica. 7ª ed. Rio de Janeiro: Guanabara-Koogan, 2014. 1320 páginas. [6]
- PORTO, Celmo Celeno. Doenças do Coração - Prevenção e Tratamento. 2ª ed. Rio de Janeiro: Guanabara-Koogan, 2005. 1118 páginas. [7]
- PORTO, Celmo Celeno. Vademecum de Clínica Médica. Rio de Janeiro: Guanabara-Koogan, 3ª Edição. 1070 páginas. [8]
- Porto, Celmo Celeno. Dr Calil Porto. O menino e a borboleta. Rio de Janeiro: Guanabara-Koogan. 2010.
- Porto, Celmo Celeno. Clínica Médica na Prática Diária. Rio de Janeiro: Guanabara-Koogan. 2016. 1ª Edição, 1482 páginas.